# خطوط سكايمارك الجوية
خطوط سكايمارك الجوية. (بالإنجليزية: Skymark Airlines)‏، (باليابانية:스카이마크 항공)، هي ثالث أكبر شركة طيران في اليابان ، هي شركة طيران منخفضة التكلفة مقرها الرئيسي في مطار هانيدا في أوتا، طوكيو، اليابان.

## خلفية تاريخية

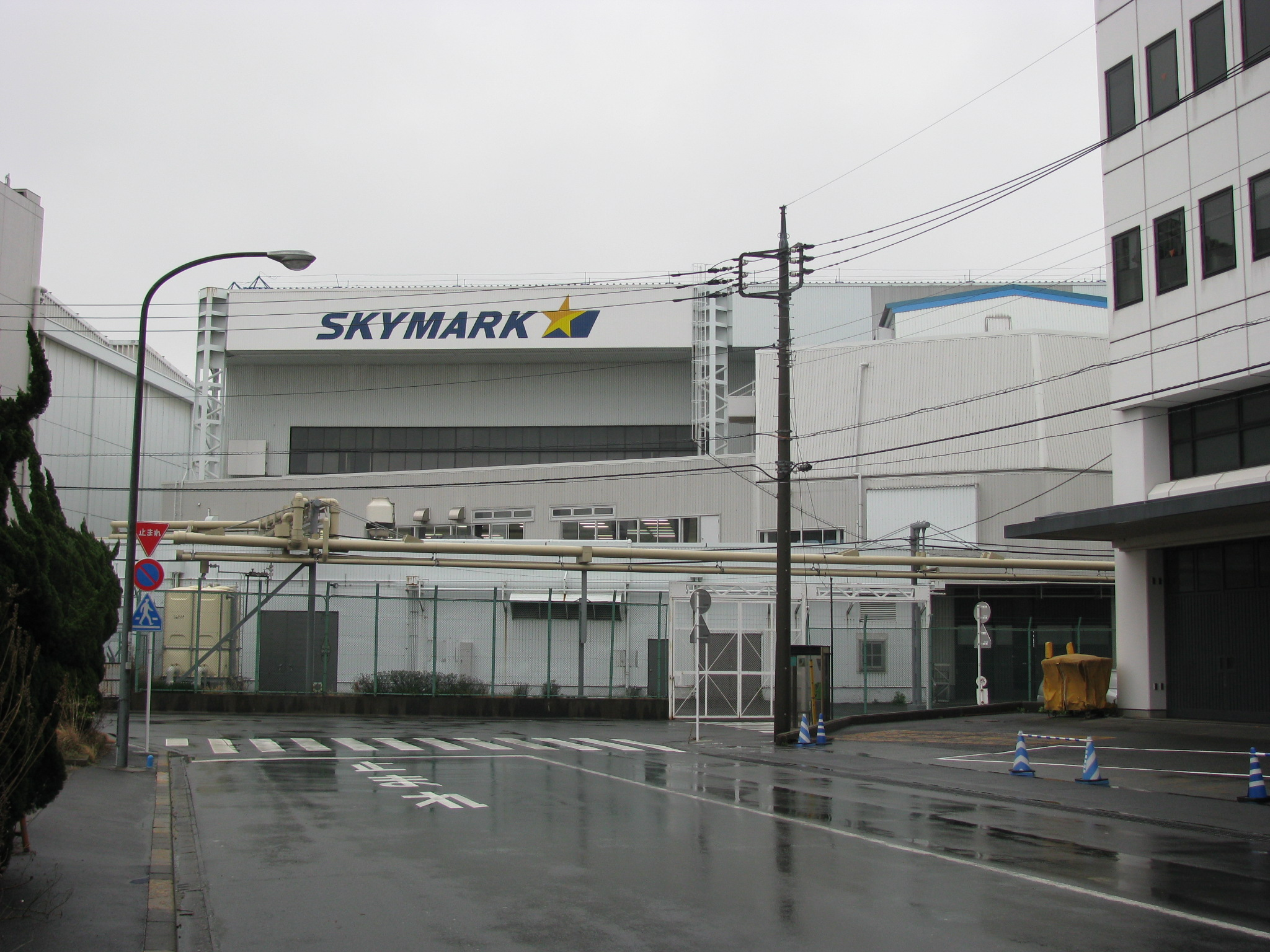
المقر الرئيسي لشركة الخطوط سكايمارك الجوية

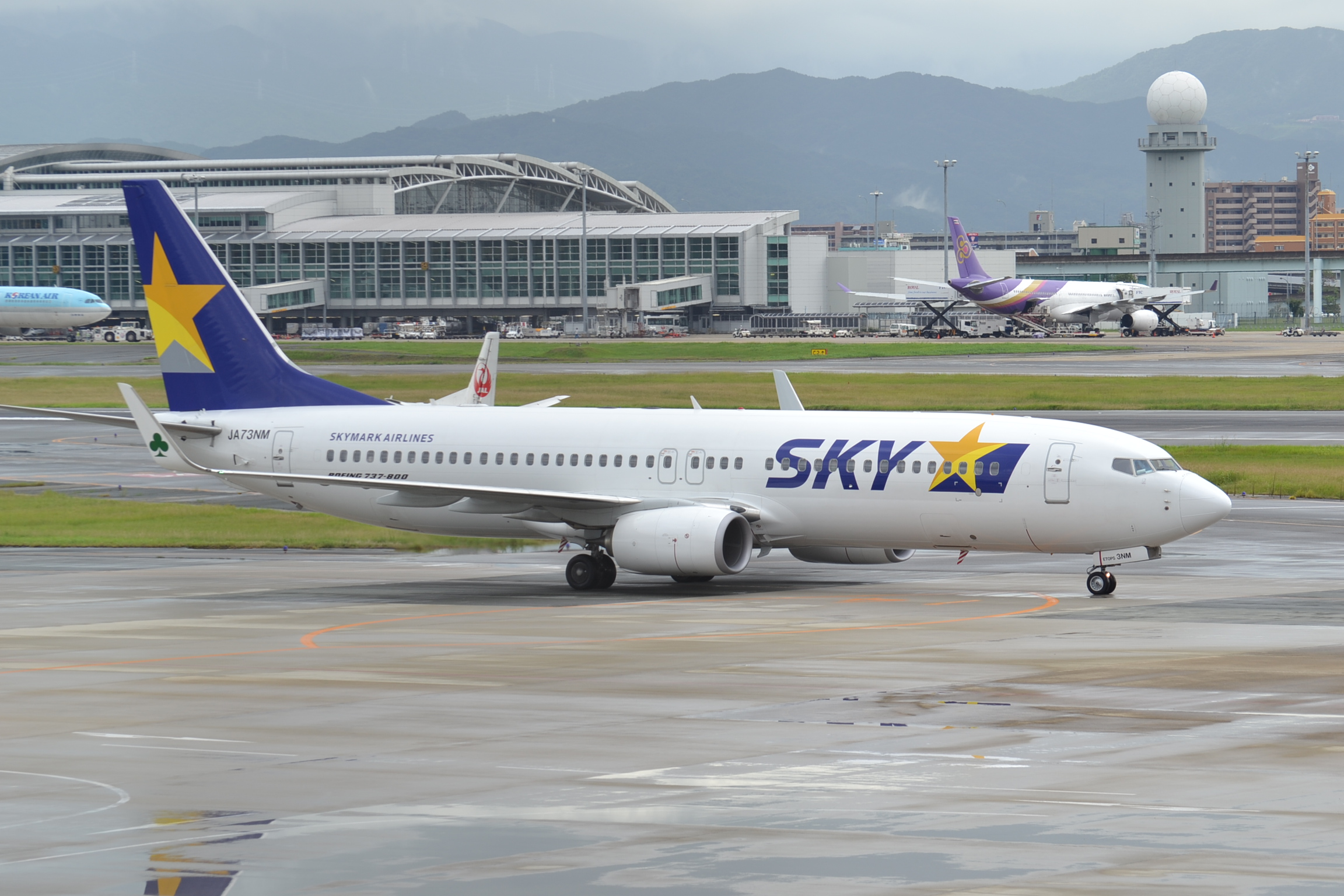
طائرة بونيج 737/8 المملوكة لشركة سكايمارك الجوية

تأسست شركة خطوط سكايمارك الجوية في نوفمبر 1996 كشركة طيران محلية مستقلة بعد تحرير صناعة الطيران اليابانية وبدأت عملياتها في 19 سبتمبر 1998. كانت مملوكة أصلا من قبل مجموعة من المستثمرين بقيادة وكالة السفر HIS ويرأسها هيديو ساوادا، وكان ساودا من أوائل المستثمرين في شركة تأجير أوريكس. في مقرها الرئيسي في مطار إيتامي في أوساكا.
كانت خطوط سكايمارك قادرة على الحصول على 6 فتحات في مطار هانيدا في طوكيو مارس 1997، وانتقل مقرها إلى منطقة هاماماتسوتشو طوكيو مارس 1998. وكانت لها رحلة في بداياتها مقررة من هانيدا إلى فوكوكا في 19 سبتمبر، 1998. أضافت بعض المسارات من إيتامي إلى فوكوكا وسابورو في عام 1999، لكنها علقت هذه المسارات في عام 2000 من أجل تقديم المزيد من خطوط السير على هانيدا - فوكوكا في المسار.
في عام 2002، تسلمت سكايمارك ثالث طائرة بوينغ 767، وبدأت الخدمة على خط سير هانيدا-كاجوشيما، وكذلك عملت على خدمة استئجار طائرات من هانيدا في سيول. في عام 2003، مع رابع 767 خطوط طيران مستأجرة من جميع الخطوط الجوية نيبون، بدأت الخدمة إلى أوموري وتوكوشيما.
تكبدت شركة خطوط سكايمارك خسائر كبيرة في السنوات القليلة الأولى من العمليات التشغليلة. وقد عملت في فترة وجيزة من عملية التشغيل إعادة تمويل بقيادة كومرتس بنك ولكنه قرر عدم قبول مثل هذا الاستثمار بسبب قضايا الطيران التي تجعل البنك يتدخل الإدارة. في أغسطس 2003، دعا رجل الأعمال ساوادا في شركة الأنترنت المساهم شينيتشي ليصبح أكبر مساهم في سكاي مارك بحصة تعادل 3.5 مليار ين (بعد أن أدلى نحو 9 مليارات ين من الاكتتاب العام لشركة الإنترنت له في عام 2000. وفي 11 ديسمبر 2003، أعلنت سكايمارك أنها تتوقع تحقيق أرباح 470 مليون ين في النصف الأول من العام المالي المنتهي في 31 أكتوبر، والربح الأول الذي أحرز منذ بدأت شركة الطيران العمليات. باستخدام الطائرات وانظمة أكثر كفاءة، حاولت خطوط سكاي مارك مضاعفة JAL وANA على التكاليف من أجل تقديم أسعار أقل.
أعلنت خطوط سكايمارك في أبريل 2010 أنها ستبدأ التشغيل في «ناريتا» وخدماتها من مطار ناريتا الدولي لاساهيكاو، سابورو، فوكوكا، وأوكيناوا في أواخر عام 2011 وأوائل عام 2012.

### الخدمات المتميزة

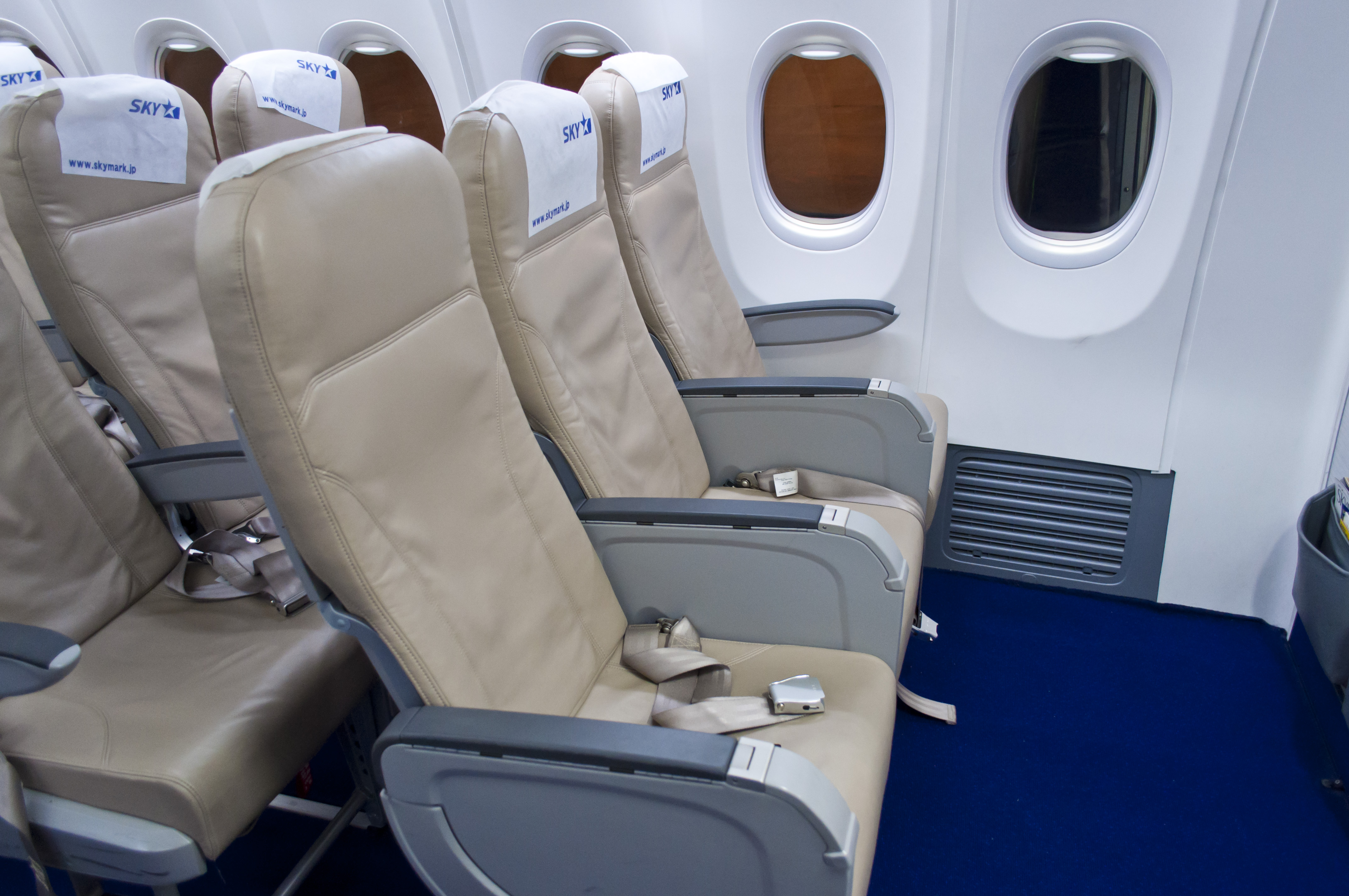
مقاعد طائرة بوينغ 737 المملوكة لسكايمارك الجوية

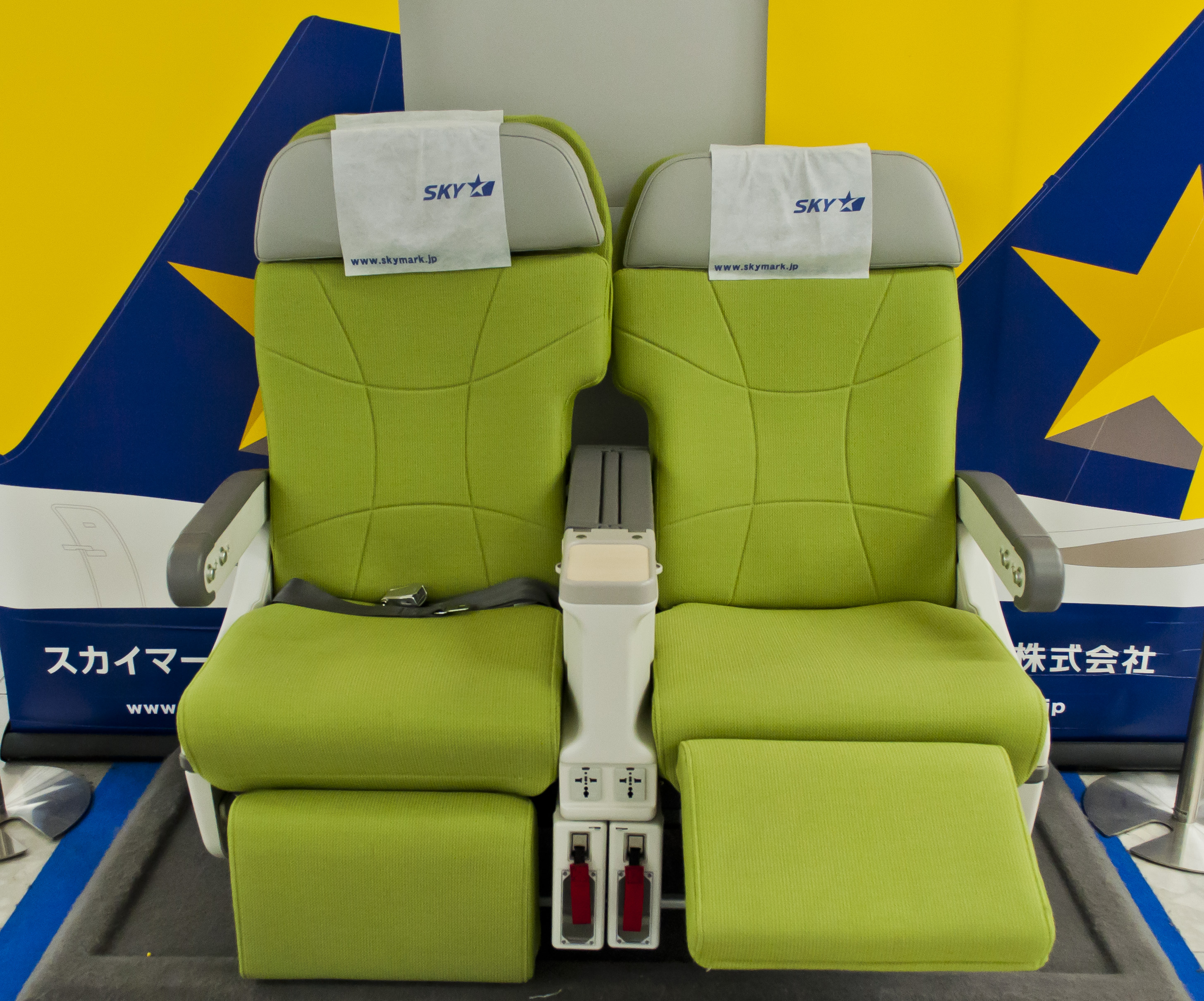
مقاعد طائرة A330

في نوفمبر 2010 أعلنت خطوط سكايمارك بدأ المفاوضات مع شركة ايرباص لطلبية من أربع طائرات وخيارين إيرباص إيرباص إيه 380، مما يجعلها أول شركة طيران يابانية. وأعلنت شركة الطيران عن نيتها في استخدام الطائرات على الخطوط الطويلة المسار من مطار ناريتا مثل لندن وفرانكفورت وباريس ونيويورك، وأنها سوف تعمل في الدرجة الثانية، تكوين 394 مقعدا - مع 114 مقعدا في درجة رجال الأعمال و 280 في الدرجة السياحية المتميزة.
كما بدأت سكايمارك للتحضير للخدمة الدولية، بدأت تواجه منافسة شرسة من مجموعة جديدة من شركات الطيران منخفضة التكاليف في اليابان بداية عام 2012، وخاصة من طيران أسيا اليابان (في وقت لاحق الفانيليا للطيران) وجيتستار اليابان في قاعدة ناريتا لها. وأدى ذلك إلى انخفاض في خطوط سير سكايمارك على مسارات منافسة إلى حد كبير مثل ناريتا سابورو وفوكوكا ناريتا، وإعادت تركيز الطائرات على خطوط سير أكثر حصرية مثل ناريتا-أيشيجاكي.
إلى حد ما مثير للجدل، أعلنت سكايمارك أن المضيفات على طائراتها A330. سيرتدون الزي تنورة قصيرة، على عكس المعتاد زي قميص سكايمارك بولو، وخلال الأشهر الستة الأولى من تشغيل خط السير. قام الاتحاد الياباني للخدمات الجوية للمقصورة بشكوى علنية عن الفكرة، مدعية ان الزي غير آمن للنساء لارتدائها، وسوف يؤدي الزي إلى التحرش.

## الأزمة المالية

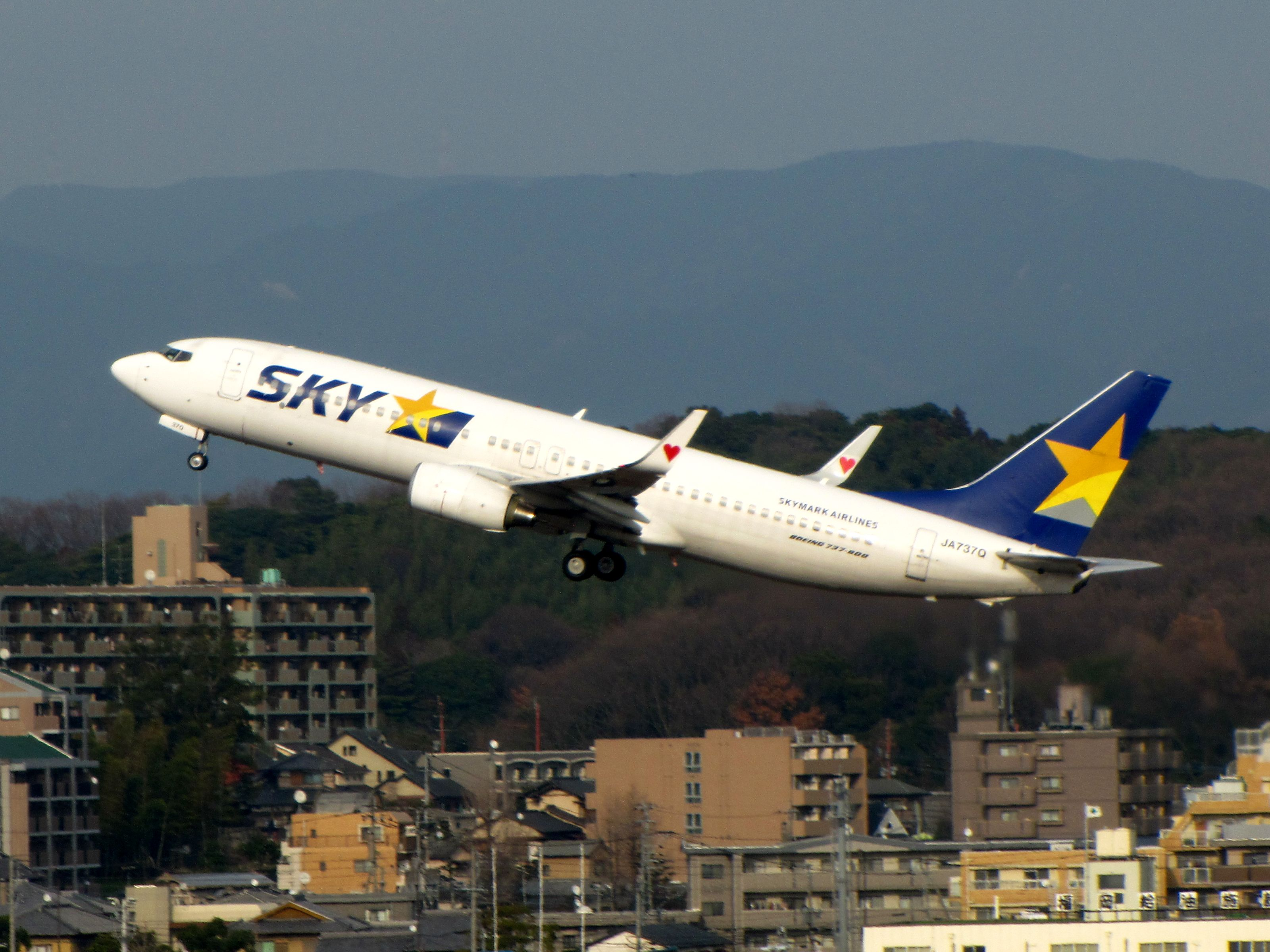
طائرة A737

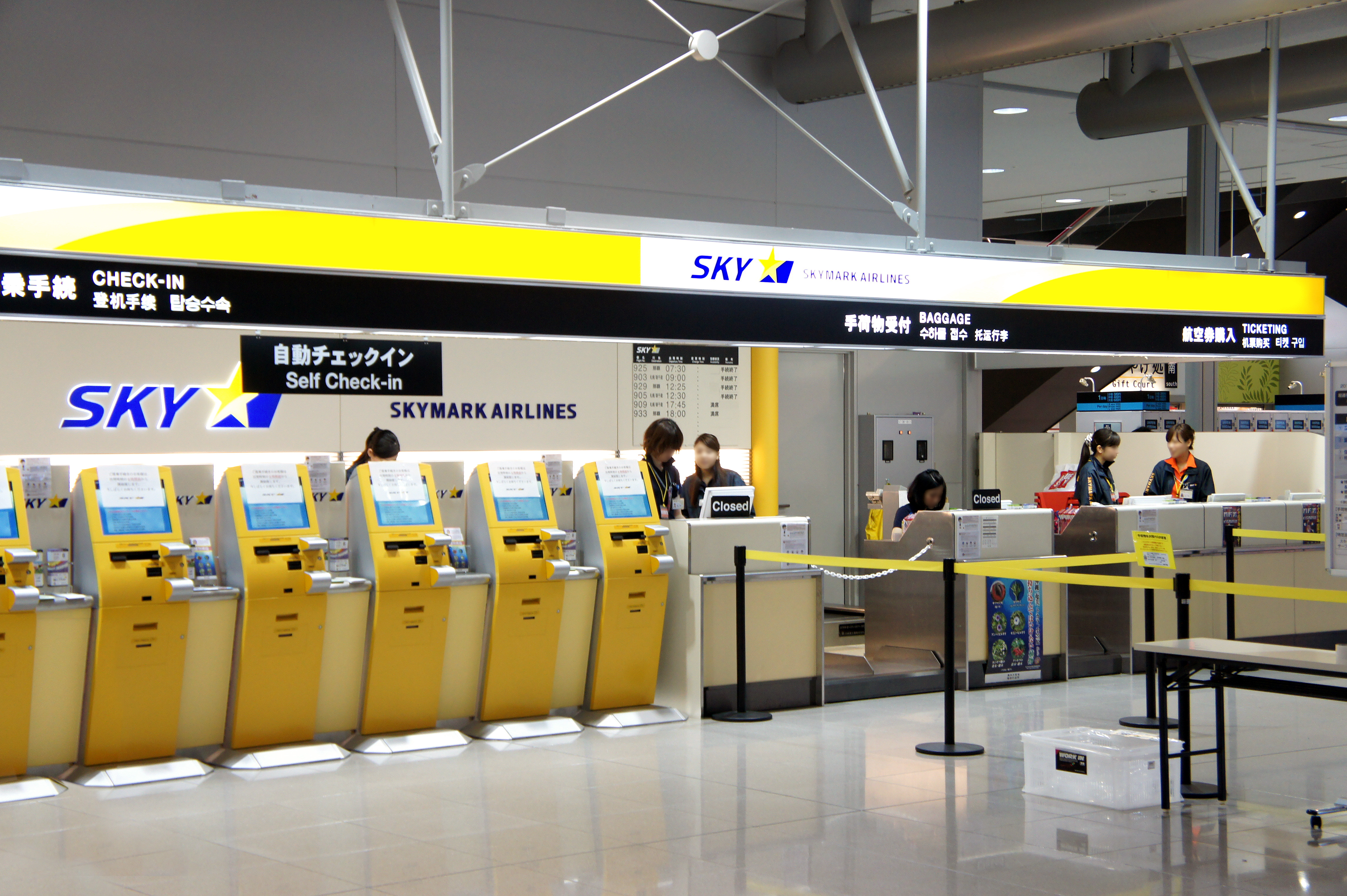
كاونترات خطوط سكايمارك الجوية

أصيبت سكايمارك بأزمة المالية شديدة من تقلبات أسعار الصرف الأجنبي. في فبراير 2011، فعندما أنشأت سكايمارك أمرها A380 في البداية، في مقابل الين الياباني كان يتداول عند مستويات مرتفعة تاريخيا من نحو 82 ين للدولار الأمريكي. وفي أواخر عام 2012، انخفض الين في القيمة، ليصل إلى نحو 102 ين للدولار في أوائل عام 2015. العديد من الاستثمارات ونفقات سكايمارك كبيرة قائمة على الدولار بما في ذلك أوامر طلبيات A380، A330 عقود الإيجار. في حين كانت التكاليف عائداتها التذاكر المحلية بالين الياباني.
كما أن شركة الطيران لا تدخل في سعر الصرف. حيث سجل وقود سكايمارك أول خسارة صافية في خمس سنوات للسنة المالية المنتهية في مارس 2014.
في أوائل فبراير 2014، أعلنت سكايمارك أنه ستبدأ تقليص حجم العملية ناريتا إلى وجهات ثلاثة فقط (سابورو، يوناجو وأوكيناوا). وبدأت التحفظات على الخطة أسطول A330، مشيرة إلى أنه في حين أن شركة الطيران قد تمول في مكان للطائرات. يمكن أن تتأثر عمليات التسليم الثالثة واللاحقة من أداء سكايمارك المحلية وكذلك نجاح الدولية الخدمة. سكايمارك أعتزمت بعد ذلك على إعادة نشر 737s من ناريتا وهانيدا لخدمات الطائرات المستأجرة إلى وجهات مثل غوام.

## إفلاس

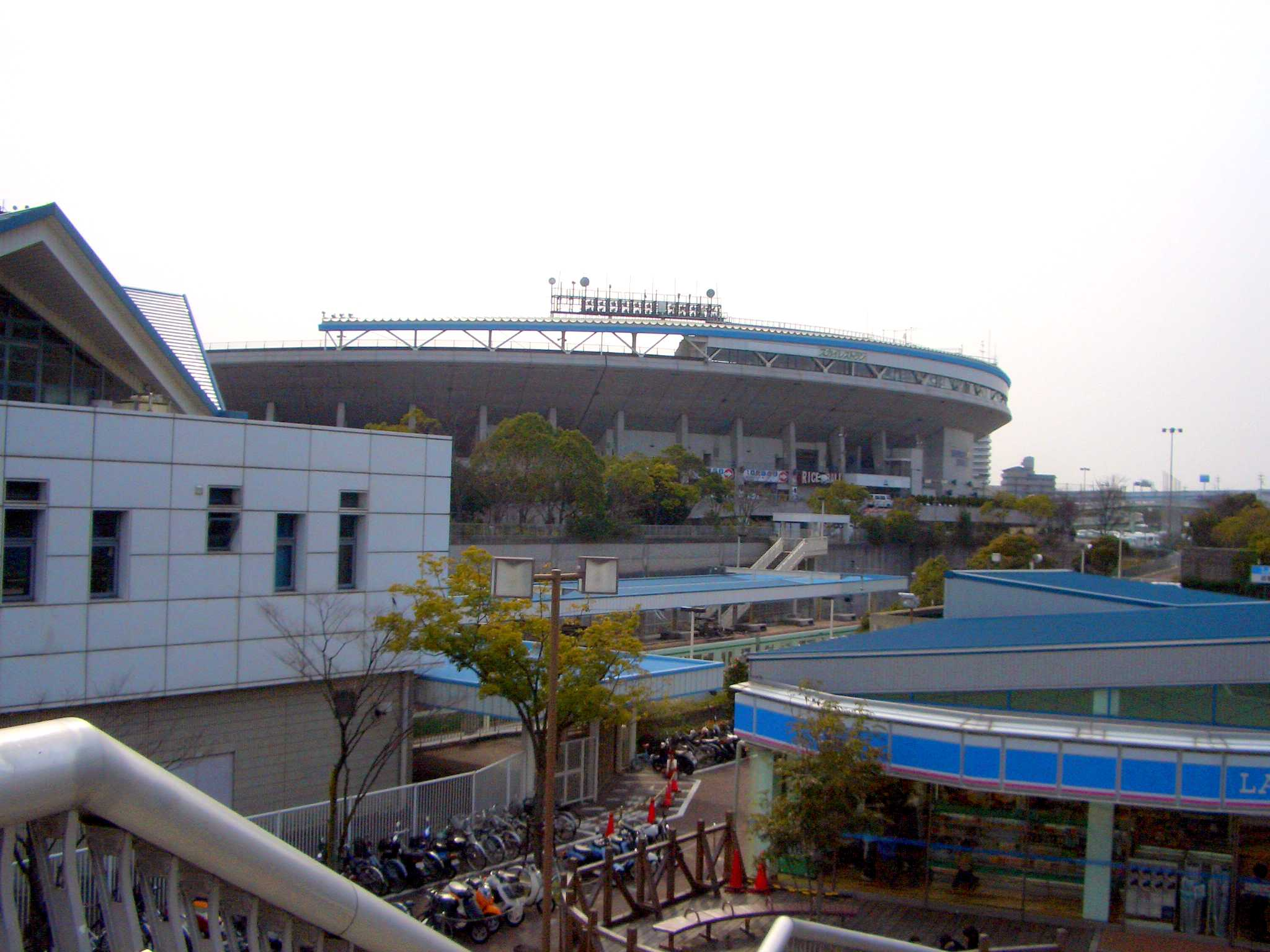
استاد سكايمارك

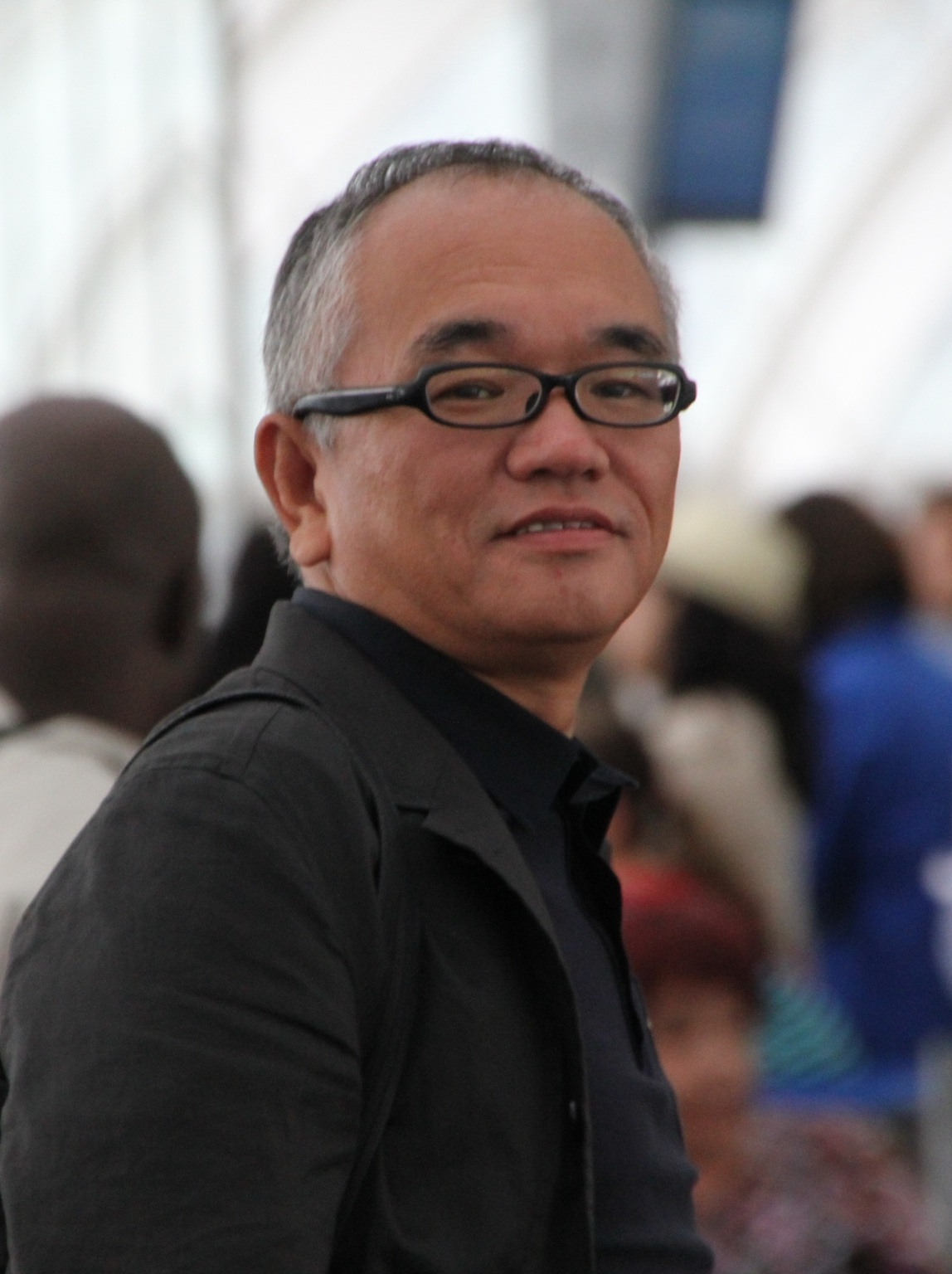
نيشيكوبا (الرئيس التنفيذي) لشركة سكايمارك الجوية

رفعت سكايمارك دعوى للحماية من الإفلاس بموجب قانون إعادة تأهيل الشركات (وهو ما يعادل الإفلاس الفصل 11 في الولايات المتحدة الأمريكية أو الإدارة في المملكة المتحدة) في محكمة طوكيو الجزئية في يناير 2015 بعد أن سجلت ¥ 71000000000 (أو 571300000 $) مديونات. وأعلنت أن رجل الأعمال نيشكوبا سيتنحى عن منصبه كرئيس تنفيذي وسيحل محله الرئيس التنفيذي ماساكازو. أعلنت سكايمارك أن A330 ستنسحب من العملية التشغيلية في مارس، وأن خدمات مختلفة لأوكيناوا وكيوشو سيتم القضاء عليها. في محاولة لاستعادة القدرة التنافسية للأسعار، وعرضت سكايمارك أجرة من 8000 ¥ على هانيدا-فوكوكا في المسار، 1800 أرخص من أرخص منافس المقبل.
وكانت شركة صناعة الطائرات الأوروبية أيرباص قد ألغت في يوليو عقدا لبيع 6 طائرات طراز أيه 380 العملاقة إلى سكاي مارك مؤكدة أنها تحتفظ بحقها في الحصول على كل التعويضات. من ناحيتها ذكرت الشركة اليابانية في يوليو الماضي أنها حاولت إعادة التفاوض حول الصفقة بسبب ارتفاع أسعار الوقود في ذلك الوقت واشتداد المنافسة ثم تخلت بعد ذلك عنها.
ووفقا للتقديرات فإن خسائر سكايمارك خلال العام المالي الذي ينتهي في 31 مارس المقبل تقدر بحوالي 13.7 مليار ين (116.2 مليون دولار).
ذكرت تقارير أن «بنك التنمية الياباني» و«سوميتومو ميتسوي بانكينج كورب» وصلا إلى المراحل النهائية من المفاوضات لشراء حصة مشتركة قدرها 33.4% من شركة الطيران اليابانية المتعثرة سكاي مارك ايرلاينز.
وبتجاوز هذه الحصة المشتركة لثلث أسهم الشركة المتعثرة سيكون في مقدور «بنك التنمية الياباني» الحكومي و«سوميتومو ميتسوي» استخدام حق النقض «الفيتو» على قرارات الإدارة إذا لزم الأمر.
ونقلت وكالة كيودو اليابانية للأنباء عن مصادر وصفتها بالمطلعة القول إنه من المتوقع أن تشتري شركة «إيه.إن.إيه هولدنجز» الشركة الأم لشركة «أول نيبون ايروايز» أكبر شركة طيران في اليابان 5ر16% من سكاي مارك. وكانت سكاي مارك قد أعلنت الشهر الماضي أن حصة «إيه.إن.إيه هولدنجز» سترتفع إلى 19.9% من أسهمها.

## وجهات

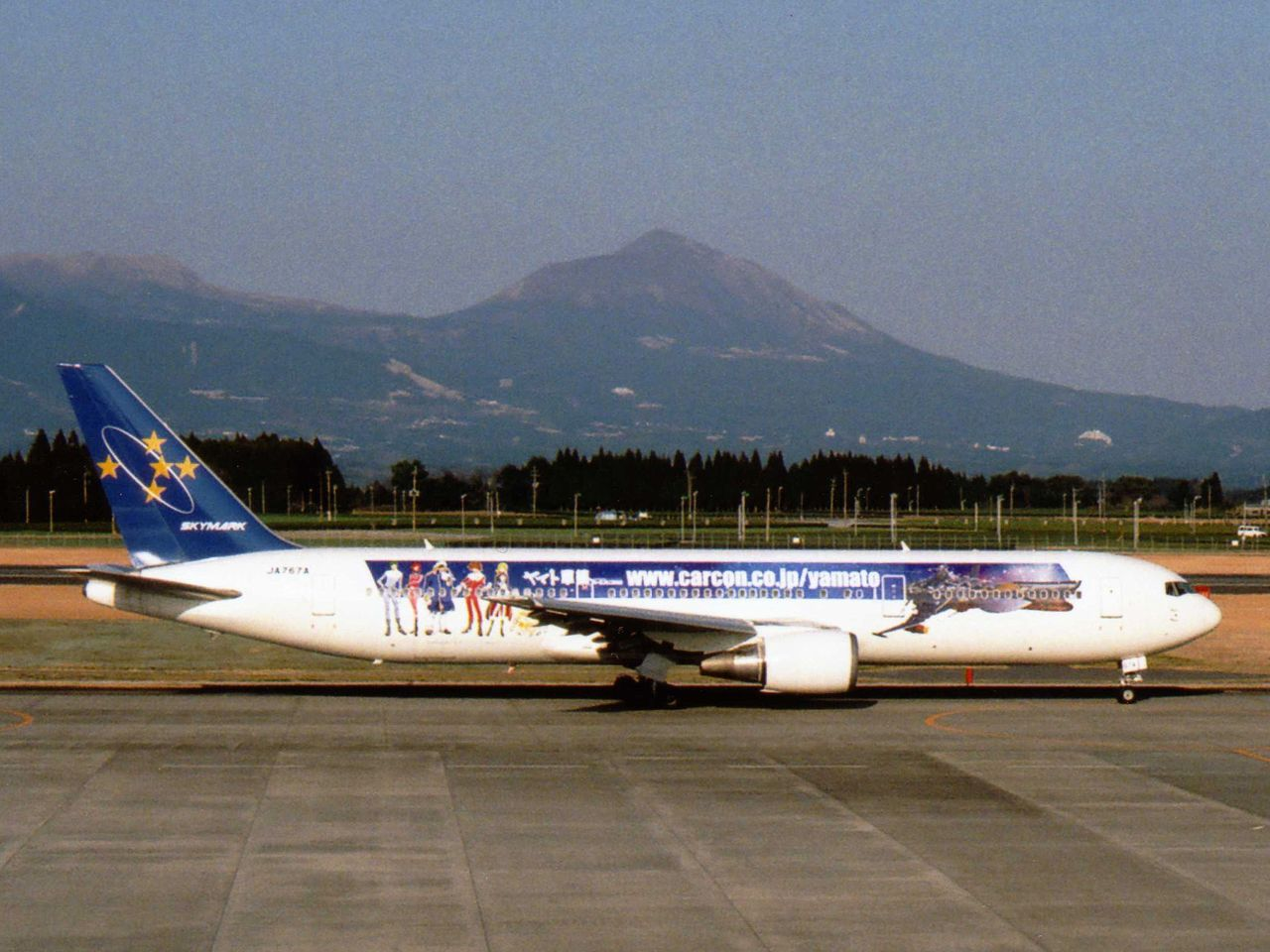
سكايمارك بوينغ 767 في "ياماتو" بالزي الترويجي

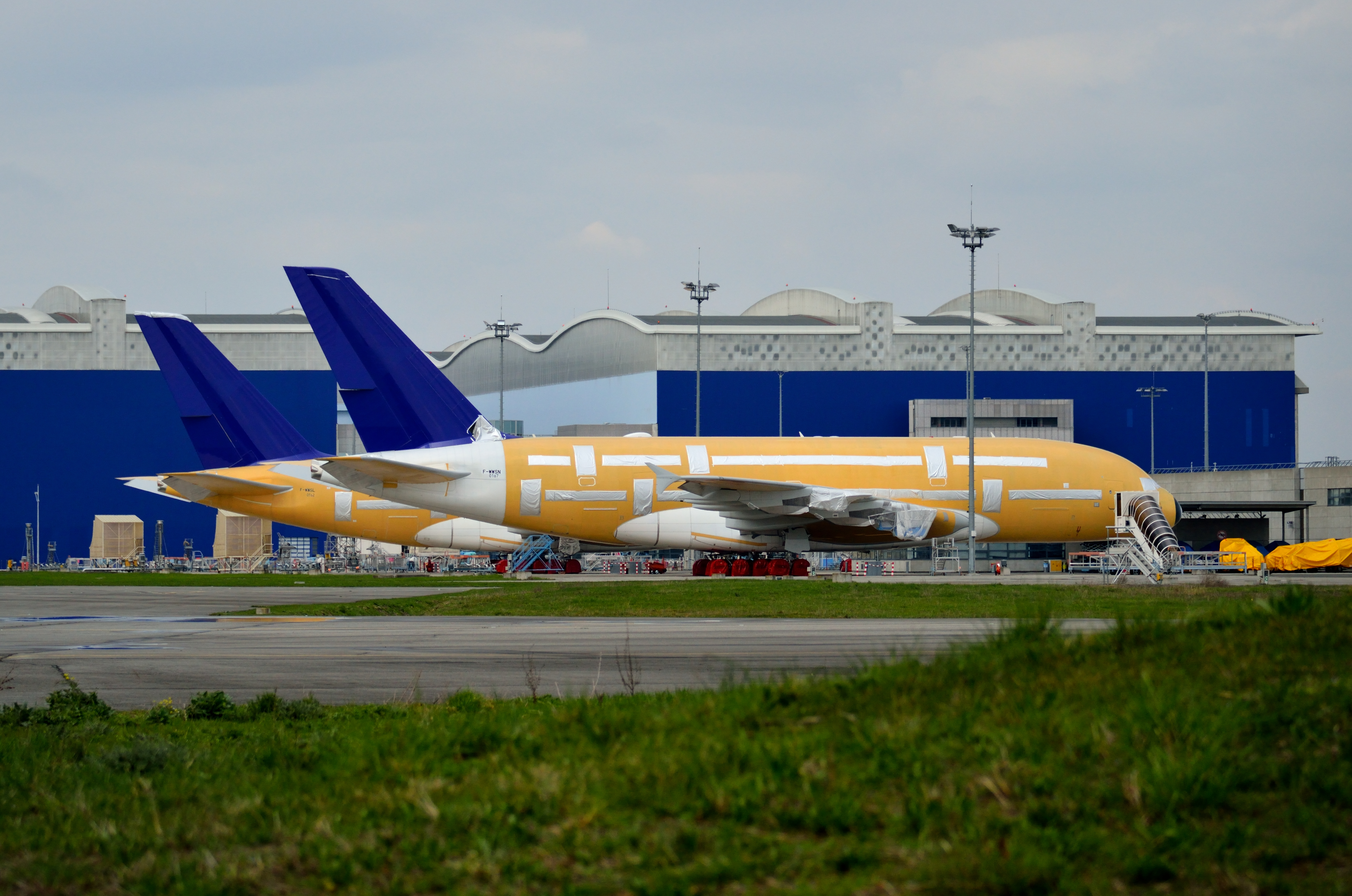
طائرتين إيرباص لسكايمارك جديدة في في مطار تولوز الدولي

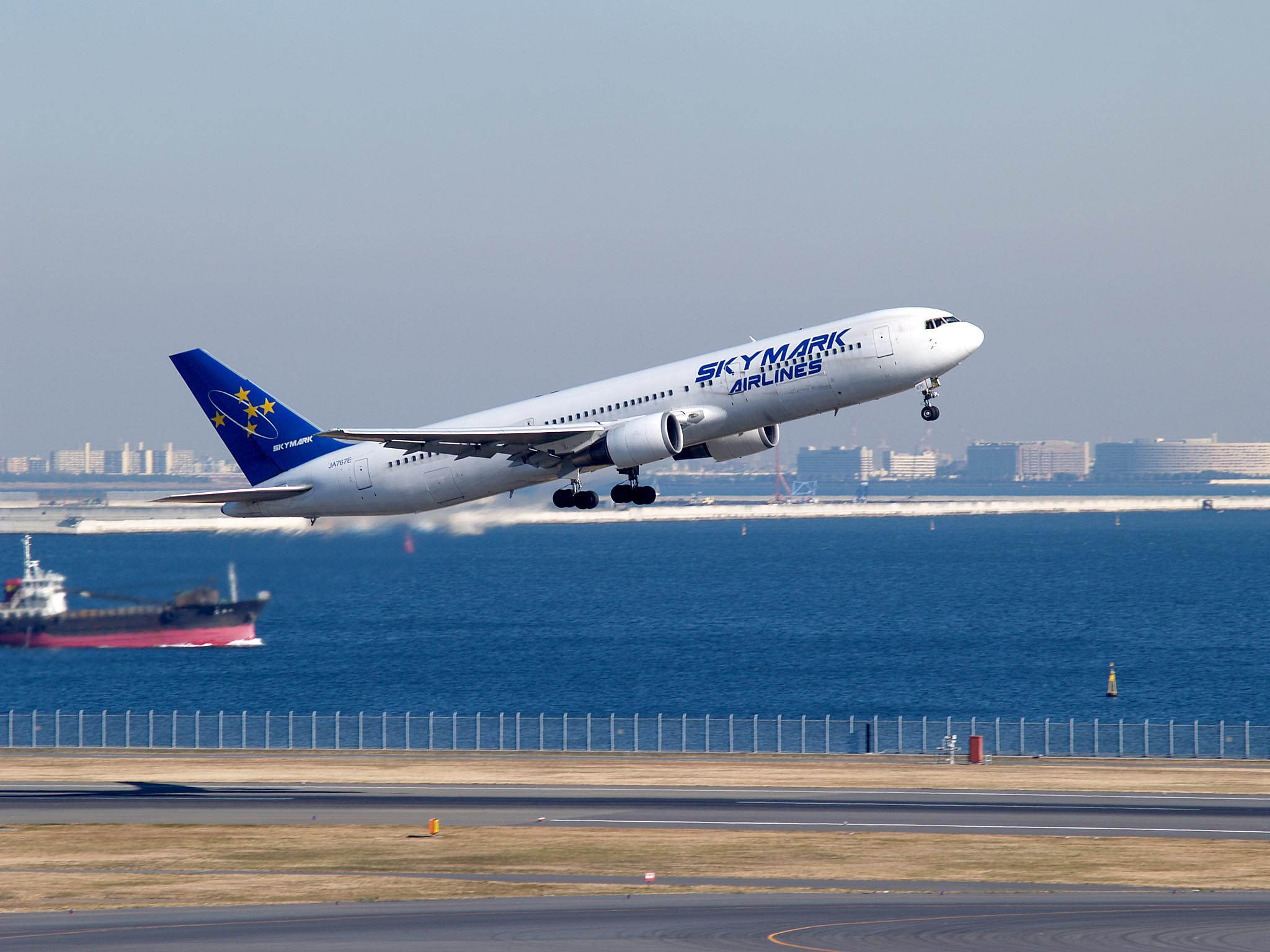
سكايمارك بوينغ 767 بكسوة قديمة في مطار هانيدا، 2005

عملت خطوط سكايمارك الجوية على رحلاتها إلى الوجهات التالية:
| بلد     | مدينة               | مطار                | ملاحظات |
| ------- | ------------------- | ------------------- | ------- |
| اليابان | أمامي (كاغوشيما)    | مطار أمامي          | أنهيت   |
| اليابان | آوموري (آوموري)     | مطار آوموري         | أنهيت   |
| اليابان | أساهيكاوا (هوكايدو) | مطار أساهيكاوا      | أنهيت   |
| اليابان | فوكوكا، فوكوكا      | مطار فوكوكا         | قاعدة   |
| اليابان | أوميتاما (إيباراكي) | مطار أوميتاما       |         |
| اليابان | إشيغاكا (أوكيناوا)  | مطار إشيغاكا        | أنهيت   |
| اليابان | كاغوشيما، كاغوشيما  | مطار كاغوشيما       |         |
| اليابان | كيتاكيوشو           | مطار كيتاكيوشو      | أنهيت   |
| اليابان | كوبه                | مطار كوبه           | قاعدة   |
| اليابان | كوماموتو، كوماموتو  | مطار كوماموتو       | أنهيت   |
| اليابان | مياكو               | مطار مياكو          | أنهيت   |
| اليابان | ناغاساكي (مدينة)    | مطار ناغاساكي       |         |
| اليابان | ناغويا              | مطار سينترير الدولي |         |
| اليابان | ناها، أوكيناوا      | مطار ناها           | قاعدة   |
| اليابان | أوساكا              | مطار كانساي الدولي  | أنهيت   |
| اليابان | أوساكا              | مطار أوساكا الدولي  | أنهيت   |
| اليابان | سابورو              | مطار نيو شيتوس      | قاعدة   |
| اليابان | سنداي               | مطار سنداي          |         |
| اليابان | توكوشيما (محافظة)   | مطار توكوشيما       | أنهيت   |
| اليابان | طوكيو               | مطار هانيدا         | قاعدة   |
| اليابان | طوكيو               | مطار ناريتا الدولي  | أنهيت   |
| اليابان | يوناغو، توتوري      | مطار يوناغو ميهو    |         |

## الأسطول

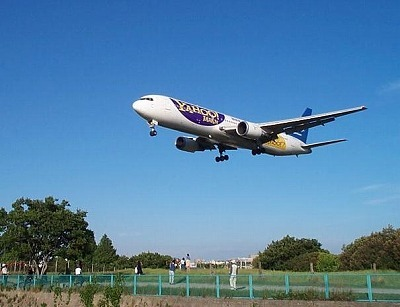
بوينغ 767 بإعلان ياهو اليابان

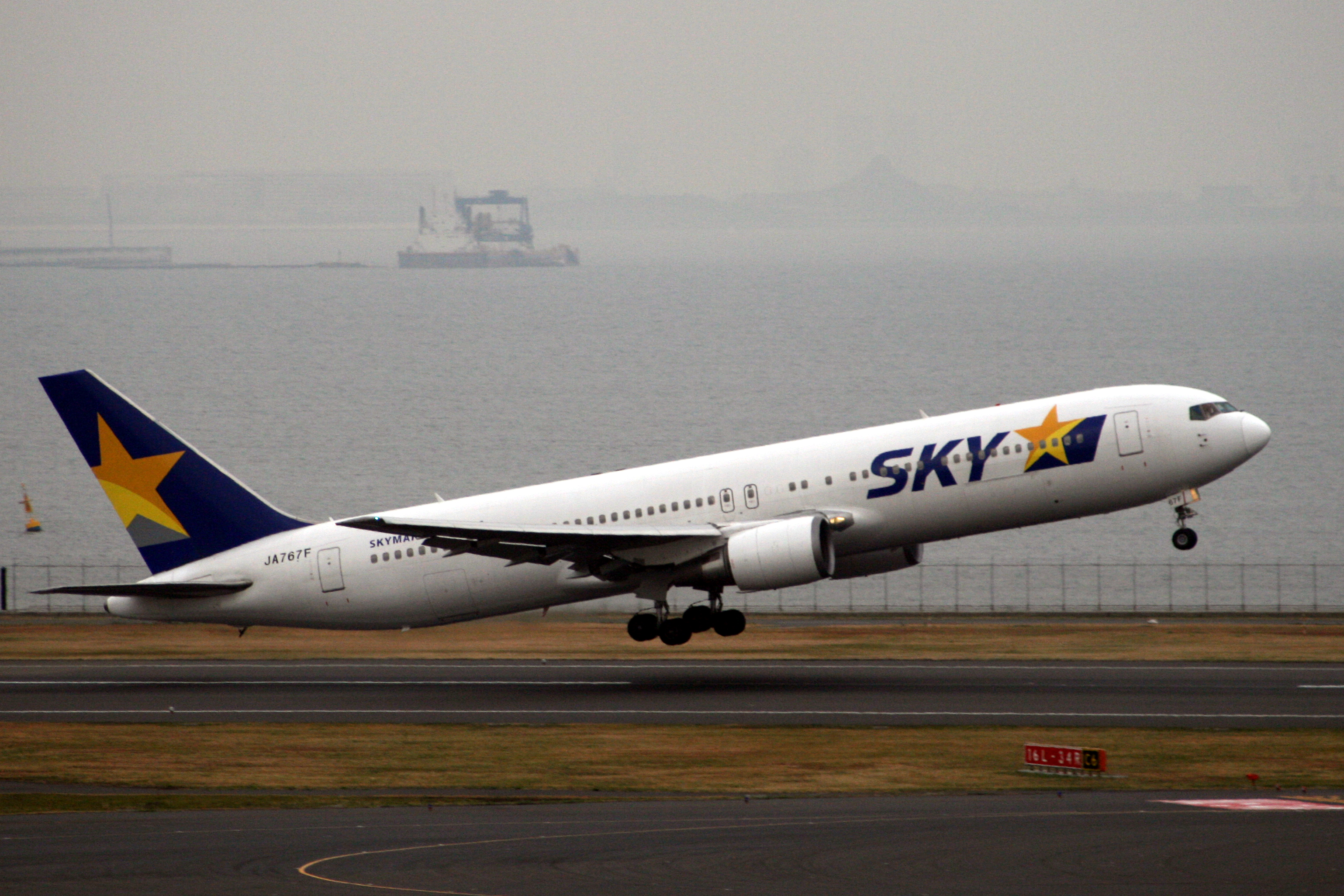
سكايمارك بوينغ 767 في كسوة جديدة في مطار هانيدا، 2006

اعتبارا من فبراير 2015، يتكون أسطول خطوط سكايمارك الجوية من الطائرات التالية:
سابقا، كانت خطوط سكايمارك تعمل بسبع طائرات بوينغ 767-200 وبوينغ 767-300 الطائرات ذات الجسم العريض بين عامي 1998 و2005. وبعض 767 هياكل الطائرات طلبت من liveries شركات الطرف الثالث، بما في ذلك ياهو اليابان، مايكروسوفت وUSEN . و767s الستة التي تملكها سكاي مارك قامت بتسجيل JA767A إلى JA767F. السابع، JA8255، وتم تأجير من جميع الخطوط الجوية نيبون من عام 2003 إلى عام 2004.
تحت رئاسة نيشكوبا، بدأت سكاي مارك اكتساب طراز بوينغ 737-800 طائرة في عام 2005 وتقاعد 767 من أسطولها في عام 2009. في نهاية المطاف قبل إفلاسها، عملت سكايمارك لفترة وجيزة بأسطول A330 على ايرباص جديدة على الإيجار.

## برنامج المسافر الدائم

خطوط دلتا الجوية

طرحت سكايمارك برنامج المسافر الدائم في يناير كانون الثاني عام 2014 ليتزامن مع إطلاق خدماتها المحلية المتميزة. وقرر المسؤولون تأجيله اعتبارا من ديسمبر 2013 إلى التركيز على إعداد للخدمة الدولية في ديسمبر 2014. وقد وفرت سكايمارك مقاعد جائزة لأعضاء برنامج دلتا اير لاينز سكايمايلز منذ يونيو 2011.

## وصلات خارجية
- الموقع الرسمي (باليابانية)
- الموقع الرسمي (بالإنجليزية)
- أسطول خطوط سكايمارك الجوية